# Плещеев, Герасим Дмитриевич
Гера́сим Дми́триевич Плеще́ев — стольник, воевода и правитель в Вятке (1711—1712).

## Биография
В 1679 году — стряпчий и в этом же году — стольник.
В 1696 году он переписывал недорослей в Можайске, Рузе, Звенигороде, Борисове. По-видимому, он отличался честностью и исполнительностью, потому что когда в 1711 году понадобилось послать «доброго и верного человека», то выбор Петра I пал на него: он был командирован царём на Соликамские и другие соляные заводи, для точного исследования, согласно данному наказу, «разных доброт соли» и цены, по которой обходится пуд соли на месте и с привозом в Нижний Новгород. Вероятно, это поручение было исполнено им надлежащим образом, так как в 1712 году Сенат приказал ему покупать красную медь для делания медных денег на денежном дворе.